# Sint Cornelius (Heiloo)
Het voormalige ziekenpaviljoen en rijksmonument Sint Cornelius staat op het terrein van de Sint-Willibrordusstichting in Heiloo. Het is vernoemd naar Sint Cornelius, de beschermheilige van epileptici, die in het gebouw verpleegd werden. Het gebouw wordt niet langer gebruikt als ziekenpaviljoen en bevat nu 39 koopappartementen. Het is in 1933 gebouwd in traditionalistische stijl.